# Conférence de Moscou
Pour les articles homonymes, voir Conférence de Moscou (homonymie).
La conférence de Moscou s'est tenue du 10 mars au 24 avril 1947, réunissant les ministres des Affaires étrangères américain (Marshall), britannique (Ernest Bevin), français (Georges Bidault) et soviétique (Molotov) au sujet d'un accord sur l'Allemagne.

## Le problème allemand
Le but de cette conférence était, pour les quatre vainqueurs de l'Allemagne, de trouver un compromis sur l'avenir institutionnel de l'Allemagne et sur la forme d'un futur gouvernement allemand, mais les discussions aboutiront à une impasse.

## La question de la Sarre
D'autre part, les États-Unis et la Grande-Bretagne acceptent le principe de l'union économique de la Sarre à la France et de son détachement politique de l'Allemagne. L'Union soviétique se prononce contre le projet français.
Néanmoins, une Autorité internationale de la Ruhr sera créée après la conférence.

## Résultats
La conférence s'est soldée par un échec inquiétant et marque la fin de la coopération entre les vainqueurs de la Seconde Guerre mondiale.